# كين كيرزينجر
كين كيرزينجر (بالإنجليزية: Ken Kirzinger)‏ ولد في 4 نوفمبر 1959. في ساسكاتشوان كندا ممثل كندي ومؤدي ادوار خطيرة بداء التمثيل في عام 1980 وظهر في عدة ادوار بسيطة، حصل على دور البطولة بتأدية شخصية جايسون فورهيز في الفيلم الشهير Freddy vs. Jason سنة 2003.

## الأعمال

### أفلام
- (Friday the 13th Part VIII: Jason Takes Manhattan (1989
- (Ace Ventura: When Nature Calls (1995
- (Bad Moon (1996
- (Freddy vs. Jason (2003
- (Wrong Turn 2: Dead End (2007
- (2014) Joy Ride 3: Roadkill

### مسلسلات
- (The X-Files (1993
- (Supernatural (2005

## روابط خارجية
- كين كيرزينجر على موقع IMDb (الإنجليزية)
- كين كيرزينجر على موقع ميتاكريتيك (الإنجليزية)
- كين كيرزينجر على موقع روتن توميتوز (الإنجليزية)
- كين كيرزينجر على موقع أول موفي (الإنجليزية)
- كين كيرزينجر على موقع إن إن دي بي (الإنجليزية)
- كين كيرزينجر على موقع قاعدة بيانات الفيلم (الإنجليزية)